# Stilpnogaster stabilis
Stilpnogaster stabilis là một loài ruồi trong họ Asilidae. Stilpnogaster stabilis được Zeller miêu tả năm 1840. Loài này phân bố ở vùng Cổ Bắc giới.